# Cetatea Bernstein (Burgenland)
Cetatea Bernstein amintită în secolul XIII, ea este situată în Burgenland, Austria, fiind amplasată altitudinea cea mai mare din Burgenland.

## Istoric
Prin anii 860 regiunea aparținea de episcopatul Salzburg, Erimbert, fiind un vasal al episcopului, cetatea este amintită probabil sub o denumire slavă veche ce tradus ar fi "În jurul cetății". Din anul 1199 cetatea aparține Regatului Ungariai, ca proprietar este amintit Ákos. Nu este clarificat dacă cetatea a fost luată în stăpânire de prințul Friedrich II. (Austria), cert este că în anul 1236 ea a fost cucerită de regele Ungariei Béla al IV-lea, cetatea va fi dăruită contelui Heinrich al II-lea de Güssing. În anul 1260 cetatea va fi cucerită de Carol I al Ungariei care a înfrânt conții de Güssing. Prin anul 1482 cetatea ajunge un timp scurt sub stăpânirea regelui Matei Corvin. În anul 1529 va fi asediată fără a fi cucerită de otomani. Asediatorii cetății era o armată compusă din turci, tătari și ardeleni sub conducerea lui Ștefan Bocskay.
Prin anul 1644 Christoph Königsberg vinde cetatea contelui Ádám Batthyány. Cetatea va schimba în perioada următoare de mai multe ori proprietarii printre care mai importanți au fost Gusztáv Batthyány, Edward O`Egan, Eduard von Almásy, László Almásy, familia Almásy fiind și în prezent proprietara cetății, din care o parte este transformată în hotel.

## Galerie de imagini

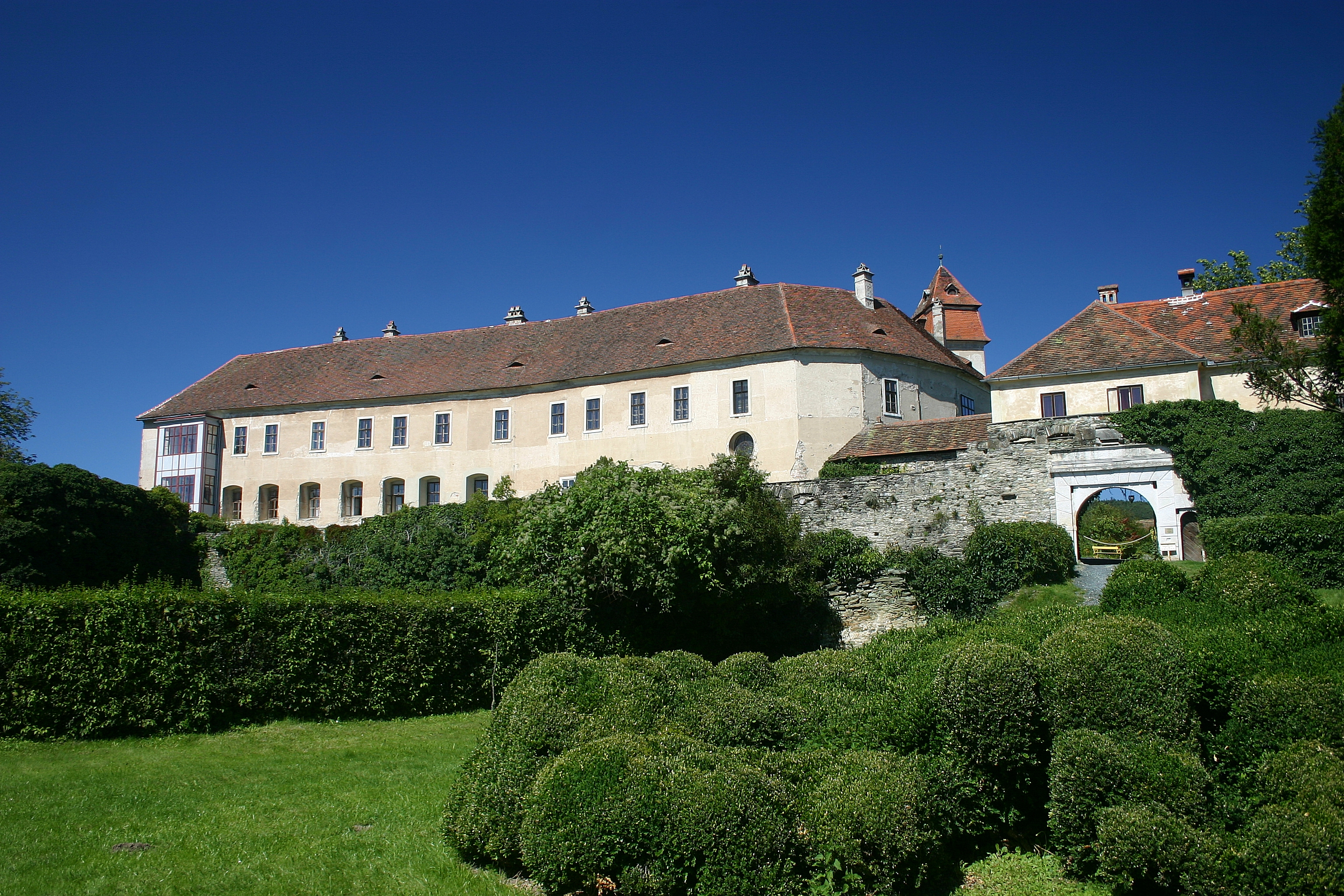
Vedere din sud-vest
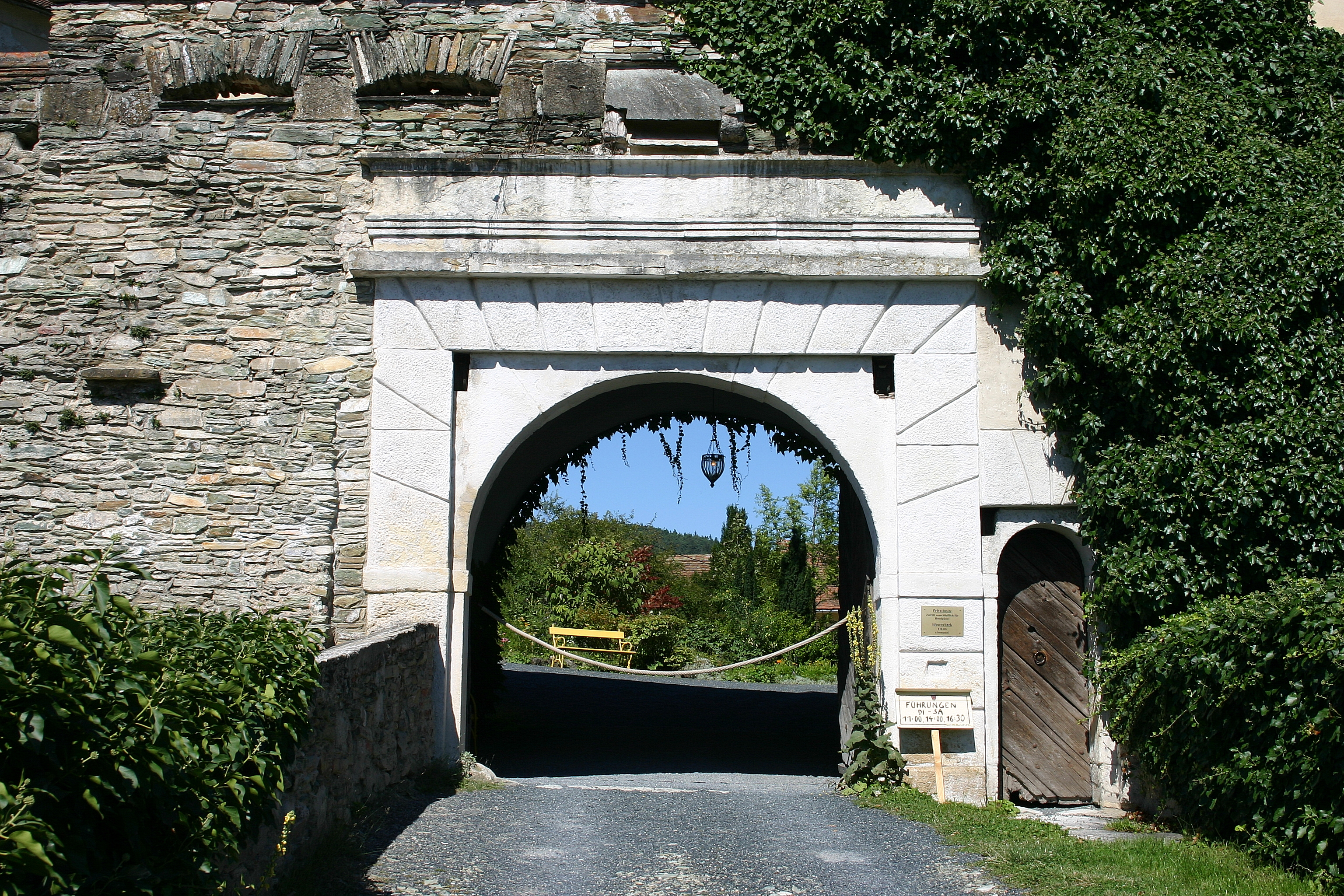
Poarta exterioară
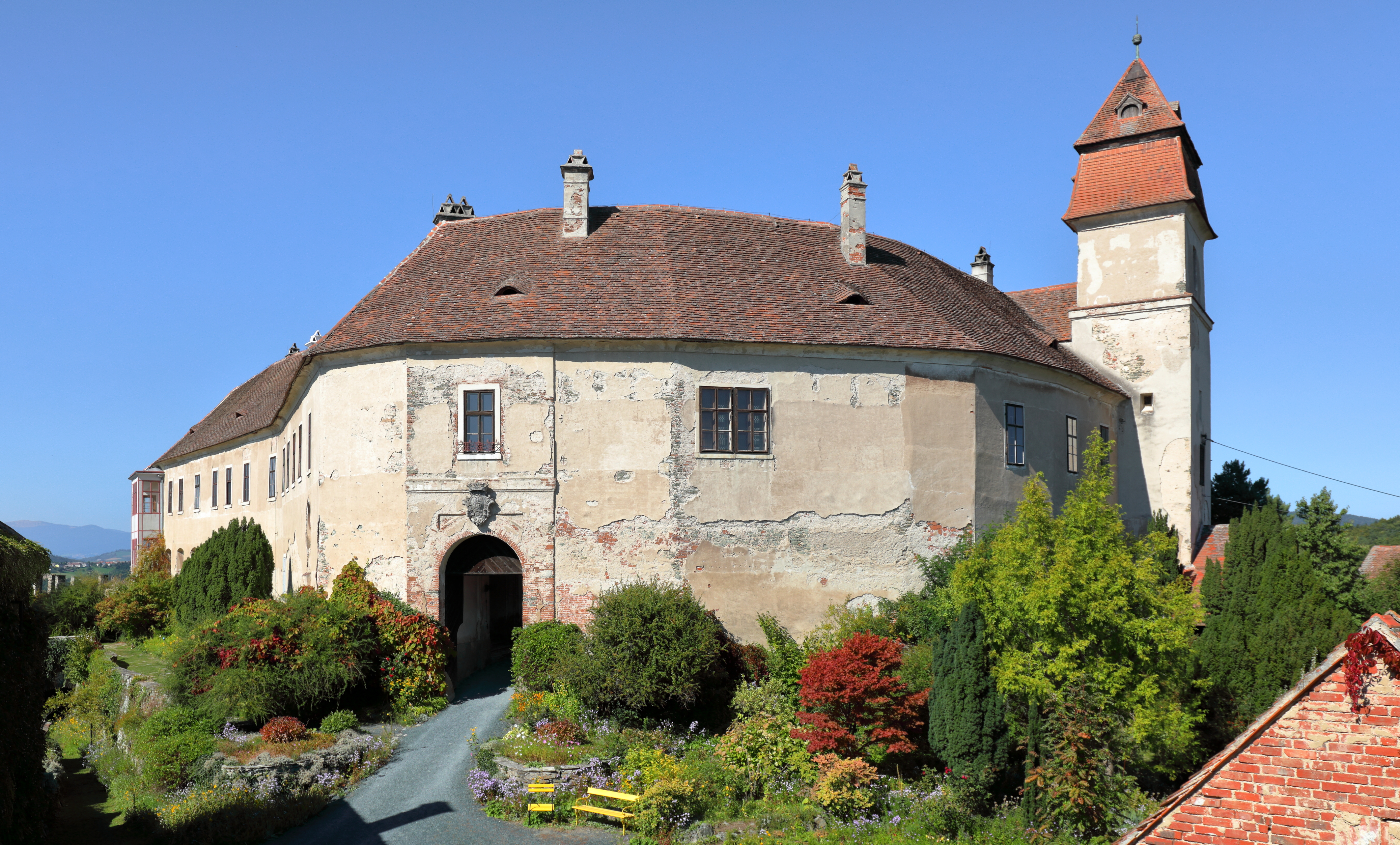
Poarta interioară și turnul cetăţii